# Branislav Ľupták
Branislav Ľupták (sinh 5 tháng 6 năm 1991) là một tiền vệ bóng đá Slovakia hiện tại thi đấu cho MFK Ružomberok.

## Sự nghiệp
Anh ra mắt cho FK Dukla Banská Bystrica trước FC Nitra ngày 16 tháng 7 năm 2011.